# جورج دبليو. ديكرسون
جورج دبليو. ديكرسون (بالإنجليزية: George W. Dickerson)‏ هو لاعب كرة قدم أمريكية أمريكي، ولد في 27 يناير 1913 في غاليون في الولايات المتحدة، وتوفي في 22 يناير 2002 في لاغونا ووودس في الولايات المتحدة.